# Општина Ливезиле (Алба)
Ливезиле (рум. Livezile) општина је у Румунији у округу Алба.
Oпштина се налази на надморској висини од 632 m.